# Gimnàstic de Tarragona
A Gimnàstic de Tarragona, teljes nevén Club Gimnàstic de Tarragona egy spanyol labdarúgócsapat. A klubot 1886-ban, hivatalosan 1914-ben alapították. Jelenleg a másodosztályban szerepel.

## Jelenlegi keret
| #  |     | Poszt | Név            |
| -- | --- | ----- | -------------- |
| 1  | ESP | K     | Rubén Pérez    |
| 3  | ESP | V     | Mingo          |
| 6  | ESP | KP    | David Medina   |
| 9  | ESP | CS    | Rubén Navarro  |
| 14 | ESP | KP    | Vicente        |
| 15 | ESP | V     | Pedro Mairata  |
| 17 | ESP | KP    | Fernando Morán |
| 20 | ESP | KP    | Álex Cruz      |
| 22 | ESP | V     | Biel Medina    |
| 24 | ESP | KP    | Walter         |
| 30 | FRA | V     | Marc Fachan    |

| #  |     | Poszt | Név             |
| -- | --- | ----- | --------------- |
| ** | ESP | K     | José Moragón    |
| ** | ESP | V     | Álex Ortiz      |
| ** | ESP | CS    | Juan Domínguez  |
| ** | ESP | KP    | Fernando Seoane |
| ** | ESP | KP    | Miki Martínez   |
| ** | ESP | V     | Raúl Fuster     |
| ** | ESP | KP    | Abraham         |
| ** | BRA | KP    | Dirceu Lucas    |
| ** | ESP | V     | Sergio Díaz     |
| ** | ESP | V     | Xisco Campos    |

## Az eddigi szezonok
| Szezon  | Osztály    | Poz. | Copa del Rey |
| ------- | ---------- | ---- | ------------ |
| 1942/43 | Regionális | —    |              |
| 1943/44 | 3ª         | 2.   |              |
| 1944/45 | 3ª         | 1.   |              |
| 1945/46 | 2ª         | 3.   |              |
| 1946/47 | 2ª         | 2.   |              |
| 1947/48 | 1ª         | 7.   |              |
| 1948/49 | 1ª         | 9.   |              |
| 1949/50 | 1ª         | 13.  |              |
| 1950/51 | 2ª         | 15.  |              |
| 1951/52 | 2ª         | 13.  |              |
| 1952/53 | 2ª         | 14.  |              |
| 1953/54 | 3ª         | 10.  |              |
| 1954/55 | 3ª         | 1.   |              |
| 1955/56 | 3ª         | 4.   |              |
| 1956/57 | 3ª         | 6.   |              |
| 1957/58 | 3ª         | 8.   |              |
| 1958/59 | 3ª         | 2.   |              |
| 1959/60 | 3ª         | 9.   |              |
| 1960/61 | 3ª         | 1.   |              |

| Szezon  | Osztály | Poz. | Copa del Rey |
| ------- | ------- | ---- | ------------ |
| 1961/62 | 3ª      | 3.   |              |
| 1962/63 | 3ª      | 6.   |              |
| 1963/64 | 3ª      | 3.   |              |
| 1964/65 | 3ª      | 3.   |              |
| 1965/66 | 3ª      | 1.   |              |
| 1966/67 | 3ª      | 2.   |              |
| 1967/68 | 3ª      | 3.   |              |
| 1968/69 | 3ª      | 2.   |              |
| 1969/70 | 3ª      | 7.   |              |
| 1970/71 | 3ª      | 13.  |              |
| 1971/72 | 3ª      | 1.   |              |
| 1972/73 | 2ª      | 16.  |              |
| 1973/74 | 2ª      | 6.   |              |
| 1974/75 | 2ª      | 13.  |              |
| 1975/76 | 2ª      | 20.  |              |
| 1976/77 | 3ª      | 11.  |              |
| 1977/78 | 3ª      | 1.   |              |
| 1978/79 | 2ªB     | 2.   |              |
| 1979/80 | 2ª      | 19.  |              |

| Szezon  | Osztály | Poz. | Copa del Rey |
| ------- | ------- | ---- | ------------ |
| 1980/81 | 2ªB     | 9.   |              |
| 1981/82 | 2ªB     | 11.  |              |
| 1982/83 | 2ªB     | 5.   |              |
| 1983/84 | 2ªB     | 5.   |              |
| 1984/85 | 2ªB     | 13.  |              |
| 1985/86 | 2ªB     | 14.  |              |
| 1986/87 | 3ª      | 4.   |              |
| 1987/88 | 2ªB     | 8.   |              |
| 1988/89 | 2ªB     | 9.   |              |
| 1989/90 | 2ªB     | 17.  |              |
| 1990/91 | 3ª      | 2.   |              |
| 1991/92 | 2ªB     | 9.   |              |
| 1992/93 | 2ªB     | 10.  |              |
| 1993/94 | 2ªB     | 11.  |              |
| 1994/95 | 2ªB     | 16.  |              |
| 1995/96 | 2ªB     | 2.   |              |
| 1996/97 | 2ªB     | 1.   |              |
| 1997/98 | 2ªB     | 15.  |              |
| 1998/99 | 2ªB     | 16.  |              |

| Szezon  | Osztály | Poz. | Copa del Rey |
| ------- | ------- | ---- | ------------ |
| 1999/00 | 2ªB     | 9.   |              |
| 2000/01 | 2ªB     | 2.   |              |
| 2001/02 | 2ª      | 20.  |              |
| 2002/03 | 2ªB     | 9.   |              |
| 2003/04 | 2ªB     | 3.   |              |
| 2004/05 | 2ª      | 7.   |              |
| 2005/06 | 2ª      | 2.   |              |
| 2006/07 | 1ª      | 20.  |              |
| 2007/08 | 2ª      | 14.  |              |
| 2008/09 | 2ª      | 10.  |              |
| 2009/10 | 2ª      | 18.  |              |
| 2010/11 | 2ª      |      |              |

## Sikerek
- Copa Catalunya: 2007-08
- Segunda División B: 1996-97
- Tercera División: 1944-45, 1954-55, 1960-61, 1965-66, 1966-67, 1971-72, 1977-78
- Katalán labdarúgó-bajnokság: 1926-27
- Segunda División B ligakupa: 1983-84
- Trofeu Ciutat de Lleida: 2003

## Ismertebb játékosok
- Marc Bernaus
- Justo Ruiz
- Carlos Alberto Moreno
- Cristian Lupidio
- Sergio Barila
- Stéphane Rondelaere
- Abdulrazak Ekpoki
- Goran Celar
- Alfonso Vera
- Gregorio Amestoy
- Antonio Pinilla
- Domènec Balmanya
- Diego Camacho
- Fernando Barboza

## Ismertebb edzők
- Joan Josep Nogués, 1940s
- Domènec Balmanya, 1949-5x
- Jordi Gonzalvo, 1995-97
- Josep Maria Nogués, 2000-02
- Jose Carlos Granero, 2002-03
- Jordi Vinyals/Alfons Muñoz, 2003-04